# Charade Monza
 (novembre 2024).
La Charade Monza est un coupé sport français du début des années 1990. Elle n'a été produite qu'à 10 exemplaires et était équipée d'un moteur Peugeot 205 GTI 1.9,.